# Samochwalow
Samochwalow (russisch Самохвалов, englisch Samokhvalov) ist ein russischer Familienname. Die weibliche Form ist Samochwalowa (russisch Самохвалова).

## Herkunft und Bedeutung
Der Name ist ein sprechender Name und abgeleitet von russisch кто сам себя хвалит, deutsch der sich selbst lobt, rühmt, preist. Er bezeichnete wohl ursprünglich einen Prahler bzw. Aufschneider.

## Namensträger
- Alexander Nikolajewitsch Samochwalow (1894–1971), sowjetischer Maler, Grafiker, Illustrator, Bildhauer und Bühnenbildner
- Andrei Samochwalow (* 1975), kasachischer Eishockeyspieler
- Swetlana Anatoljewna Samochwalowa (* 1972), russische Radrennfahrerin